# بيل دوولي
بيل دوولي (بالإنجليزية: Bill Dooley)‏ هو لاعب كرة قدم أمريكية أمريكي، ولد في 1934 في موبيل في الولايات المتحدة، وتوفي في 9 أغسطس 2016.

## وصلات خارجية
- بيل دوولي على موقع قاعة كارولاينا الشمالية للمشاهير الرياضية (الإنجليزية)